# Edificio del Banco de España (Huelva)
El edificio del Banco de España en la localidad española de Huelva, es la antigua sucursal de la sede de esta entidad, que fue cerrada en 2004. La construcción, hoy abandonada a la espera de un nuevo uso, se encuentra en el número 7 de la plaza de las Monjas.

## Historia
Los orígenes de la entidad en la ciudad de Huelva se remontan a 1874 en un local de la antigua calle Castelar, pasando posteriormente a otro en la antigua calle Canalejas. En 1935 y siguiendo la táctica del Banco de España de instalarse en consonancia con su política de decoro y con miras a la creación de nuevos servicios, nace la idea de una nueva construcción en la capital siendo esta apoyada por el Conde de Barbate en el Consejo General.
Entre los años 1935 y 1938 se erigió el edificio, obra del arquitecto José Yárnoz Larrosa, que albergaría la sucursal definitiva del Banco de España en Huelva. La edificación constituye una evidencia material de la evolución histórica de esta importante institución bursátil nacional, creada a finales del siglo XVIII. El inmueble recoge el modelo de fachada unificada, característica de la arquitectura de tipo oficial, proyectada entre los años 1920 y 1970, que consolidaría el esquema arquitectónico característico de las sucursales del Banco de España. Arquitectos como el propio José Yárnoz, Romualdo de Madariaga o Juan de Zavala Lafora adoptaron diversos lenguajes arquitectónicos para responder a los requisitos funcionales sin olvidar la representatividad. Con anterioridad la sede de la entidad estuvo desde 1889 situada en otro edificio construido a tal fin en la calle Berdigón.
El modelo arquitectónico del Banco de España, presente en la mayoría de sucursales edificadas en la época, se caracteriza por las fachadas monumentales y representativas de la institución, que por lo general siguen esquemas compositivos clásicos y académicos pero con particularidades locales. Por otra parte, este modo de hacer arquitectura tuvo un impacto relevante en las ciudades al participar en los proyectos urbanísticos y atraer la actividad financiera, comercial y administrativa a su entorno, como sucediera en la céntrica plaza de las Monjas de la capital onubense.
El edificio contó con un presupuesto inicial para su construcción de dos millones cuatrocientas noventa y cuatro mil pesetas, en sus apartados de cimentación, albañilería, pavimentos, cantería, carpintería, cerrajería, alcantarillado y fontanería, vidrieras, decoración, pintura e imprevistos. Aunque finalizada la obra en 1938, el establecimiento no estuvo operativo hasta 1941 a causa de la guerra civil. Se cerró en 2004, al igual que la mayoría de sucursales provinciales del banco, debido a los cambios producidos como consecuencia de la adopción del euro en sustitución de la peseta como moneda de curso legal en España.

## Descripción
Los edificios destinados a ser sucursal del banco nacional suelen forman manzana o, como sucede en el caso de la sucursal onubense, se ubican en la confluencia de calles importantes recurriendo a un cuerpo de esquina achaflanada. El edificio de la antigua sucursal del Banco de España en Huelva ocupa unos 3.500 metros cuadrados y supone el inmueble de mayor escala y presencia en la plaza de las Monjas —espacio central del núcleo histórico de Huelva—, emplazado en torno a la confluencia entre la trama más reticular del sur y la más irregular del norte, adaptada a la topografía y a la presencia de antiguas vías. Junto a la mencionada plaza, forma parte de un sector urbano caracterizado por la presencia de edificios y espacios representativos.
La fachada presenta una traza y lenguaje arquitectónico dentro del estilo neoclásico articulado sobre un eje definido por la portada de la esquina achaflanada entre la plaza de las Monjas y la calle Tres de Agosto. En palabras del propio autor del proyecto «el edificio se compone dentro de las normas y proporciones de la arquitectura neoclásica, recordando en sus detalles ornamentales el estilo barroco dominante en la región andaluza y casi único en aquella ciudad, procurando que en su conjunto resulte el edificio al par que monumental sencillo en su traza y de aspecto moderno».
La planta baja y el semisótano se encuentran incluidas en un primer nivel de basamento de fachada horadados por huecos limpios con rejas. En este primer nivel se enmarca la portada de la esquina, conformada por dos columnas dóricas y entablamento. Las dos plantas superiores ofrecen sus ventanas en los entrepaños de un orden jónico gigante cuyas basas apoyan en el basamento anteriormente descrito y se coronan en un entablamento que remata todo el edificio. Sobre éste vuela una amplia cornisa que da base al peto de cubierta sobre el que se muestra el bajorrelieve del rótulo del banco hacia la plaza de las Monjas.
Al nivel de la planta primera, los huecos de fachada cuentan con barandillas de rejería artística salvo los de los extremos de las fachadas y el hueco que corona la portada de acceso donde las barandillas se transforman en balaustradas de piedra. Las ventanas que rematan los extremos de las fachadas —a nivel de planta baja y primera— y la ventana sobre la portada se coronan con frontones partidos y se enmarcan con pilastras.
En todo el perímetro exterior del edificio, existe un zócalo de aplacado de piedra natural color gris. En el caso de las dos fachadas a la calle, sobre el zócalo gris, existe otro aplacado de piedra natural color crema.

## Estatus patrimonial
La fachada del edificio del Banco de España en Huelva fue declarada bien de interés cultural, con la categoría de Monumento e inscrito como tal en el inventario del Patrimonio Histórico Andaluz por Decreto 171/2017, de 24 de octubre, de la Junta de Andalucía con la denominación «Antigua sucursal del Banco de España» y goza del nivel de protección establecido para dichos bienes en la Ley 14/2007, de 26 de noviembre, del Patrimonio Histórico de Andalucía.